# Armeense kalender
De Armeense kalender is de traditionele kalender in Armenië.
Een Armeens jaar bestaat uit 12 maanden van elk 30 dagen, met daarna nog 5 extra dagen, die aweleacʿ worden genoemd, om op een totaal van 365 dagen uit te komen. Door een gebrek aan schrikkeldagen loopt deze kalender uit de pas met het tropisch jaar. 1461 Armeense jaren komen hiermee overeen met ongeveer 1460 gregoriaanse jaren. Dit is vergelijkbaar met de Egyptische kalender, die ook exact 365 dagen per jaar heeft.
De Armeense jaartelling heeft 13 juli 552 n.Chr. (gregoriaans) als ijkpunt. Op die dag viel dus 1 nawasard van het jaar 1.
Armeense data worden meestal met Armeense cijfers weergegeven en aangeduid door de letters ԹՎ of andere, vaak met een streepje erboven, dat wil zeggen "t'vin" ("in het jaar") gevolgd door een tot vier letters van het Armeens alfabet, waarvan elk voor een Armeens cijfer staat. Een inscriptie die bijvoorbeeld ԹՎ ՈՀԳ luidt, is gelijk aan 600 + 70 + 3 = het jaar 673.

## Maanden
| nr. | Armeens  | Romanisatie |
| --- | -------- | ----------- |
| 1   | նաւասարդ | nawasard    |
| 2   | հոռի     | hoṙi        |
| 3   | սահմի    | sahmi       |
| 4   | տրէ      | trē         |
| 5   | քաղոց    | kʿałocʿ     |
| 6   | արաց     | aracʿ       |
| 7   | մեհեկան  | mehekan     |
| 8   | արեգ     | areg        |
| 9   | ահեկան   | ahekan      |
| 10  | մարերի   | mareri      |
| 11  | մարգաց   | margacʿ     |
| 12  | հրոտից   | hroticʿ     |
| –   | աւելեաց  | aweleacʿ    |

1. ↑  Hier wordt de Hübschmann-Meillet-romanisatie gebruikt
2. ↑  Alle maanden in de Armeense kalender bevatten 30 dagen. De aweleacʿ bestaat uit de overige vijf.